# Philodendron balaoanum
Philodendron balaoanum là một loài thực vật thuộc họ Araceae. Đây là loài đặc hữu của Ecuador.